# Phaeoclavulina abietina
Phaeoclavulina abietina (o Ramaria abietina) es un hongo de la familia Gomphaceae, orden Gomphales, clase Agaricomycetes. Para diferenciarla de otras especies es necesario observar un cambio de coloración a verde oscuro en los basidiomas, además de la abundante presencia de micelio (blanco) en la base y sus esporas no mayores a 11 µm.

## Descripción
Tiene basidiomas de entre 30-90 × 10-64 mm, con ramas cilíndricas de color amarillo-anaranjado pálido a café cenizo con tonos café oliváceo en la parte media; axilas redondeadas; con los ápices agudos de diferentes tonalidades de amarillo a café. Estípite de 12-40 × 3-18 mm, cilíndrico, sinuoso, blanquecino con tonos cafés o amarillo-anaranjado. La coloración de la superficie del basidioma cambia de color con la madurez o al tacto a un color verde-azul o verdoso oscuro. El micelio basal es abundante, blanco con una apariencia algodonosa y numerosos cordones miceliares, delgados. Consistencia carnosa-fibrosa. Olor no perceptible, sabor amargo o astringente. Himenio anfígeno y engrosado, ausente en las axilas. Basidios de 20.8-50.4 × 3.5-9.3 µm, subcilíndricos a subclavados, hialinos, multigutulados, con 4 esterigmas rectos de 3.1-8.4 × 1.4-2.6 µm. Esporas de 6,3-11,2 × 2-5,6 µm, sublacriformes, con pared delgada, finamente equinuladas. En el microscopio electrónico de barrido, se observa que la ornamentación presenta maduración asincrónica, quínulas no mayores a 0,5 µm en longitud y con ápices subredondeados con apéndice hilar sublateral, confluente de 1,4-2,8 µm de longitud. Subhimenio con hifas generativas, entremezcladas, hialinas, con pared delgada, de 1,4-5,6 µm de diámetro. Contexto con hifas generativas en disposición paralela, de 1,4-8,4 µm de diámetro; hifas gleopleróticas escasas, de 1,4-2,8 µm de diámetro. Cristales esteliformes o de formas irregulares distribuidos irregularmente en la superficie de las hifas. Micelio basal monomítico, con hifas de 1,4-4,2 µm en diámetro, fíbulas frecuentes, conexiones ampuliformes de hasta 12,6 µm de diámetro y abundantes cristales esteliformes.

## Distribución
Se distribuye en México de los estados de Chihuahua, Estado de México, Hidalgo, Michoacán y Tlaxcala, además de que se ha reportado su presencia en Estados Unidos.

## Hábitat
Crece de forma gregaria a subgregaria, es una especie humícola, desarrollándose en bosques de Abies, Abies-Juniperus, Pinus, Pseudotsuga, mezclas de ellos o con Quercus y Arbutus, a una altitud de 2 400 a 3 000 m s. n. m.

## Estado de conservación
No se encuentra categorizada en la Norma Oficial Mexicana 059.